# Абу Абдуллах аль-Куртуби
Абу́ ‘Абдулла́х Муха́ммад ибн А́хмад аль-Куртуби́ (араб. أبو عبد الله محمد القرطبي‎; 1214, Кордова — 1273, Мунйати Бану Хасиб, Египет) — исламский богослов мыслитель, толкователь Корана, мухаддис родом из мусульманской Испании (аль-Андалус).

## Биография
Аль-Куртуби родился в Кордове (ар. «аль-Куртуба») в крестьянской семье. С ранних лет интересовался различными науками, занимался изучением арабского языка и поэзии, знал наизусть Коран. Обучался исламскому праву (фикх), кораническим наукам, хадисоведению и риторике у известных улемов: Раби ибн Абдуррахмана ибн Ахмада и Ибн Абу Худжи.
После падения Кордовы и других мусульманских городов Испании под натиском христиан, аль-Куртуби переезжает в Александрию (Египет) и продолжает своё обучение у Абу Мухаммада Абдуль-Ваххаба ибн Раваджа, Ибн аль-Джуммайзи, Абуль-Аббаса Ахмада ибн Умара аль-Куртуби и др. Затем он переезжает в Каир, а в конце жизни проживает в селении Мунйати Бану Хасиб, расположенном севернее Асьюта.
Мусульманские историки описывают аль-Куртуби как богобоязненного и аскетичного человека. Как и другие испанские учёные, придерживался маликитского мазхаба, а в плане мировоззрения придерживался ашаритского калама.

## Труды
Самым известным трудом аль-Куртуби является толкование Корана «аль-Джами ли-ахкам аль-Куран валь-мубаййин ли-ма тадаммана мин ас-сунна ва аят аль-Фуркан» («Собрание норм Корана и разъяснение содержащейся в нём сунны и стихов Писания»). Также является автором книги «ат-Тазкира фи Ахвал аль-Маута ва Умур аль-Ахира» о Страшном суде и загробной жизни, труда «ат-Тазкар фи афдаль аль-Азкар» из 40 глав, в которых повествуются достоинства Корана.